# Collinstown
Collinstown (iriska: Baile na gCailleach) är ett mindre samhälle i den norra delen av grevskapet Westmeath på Irland. Collinstown hade år 2016 ca 360 invånare och ligger nära Mullingar.

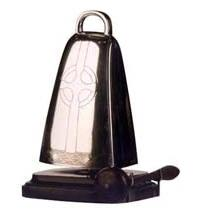
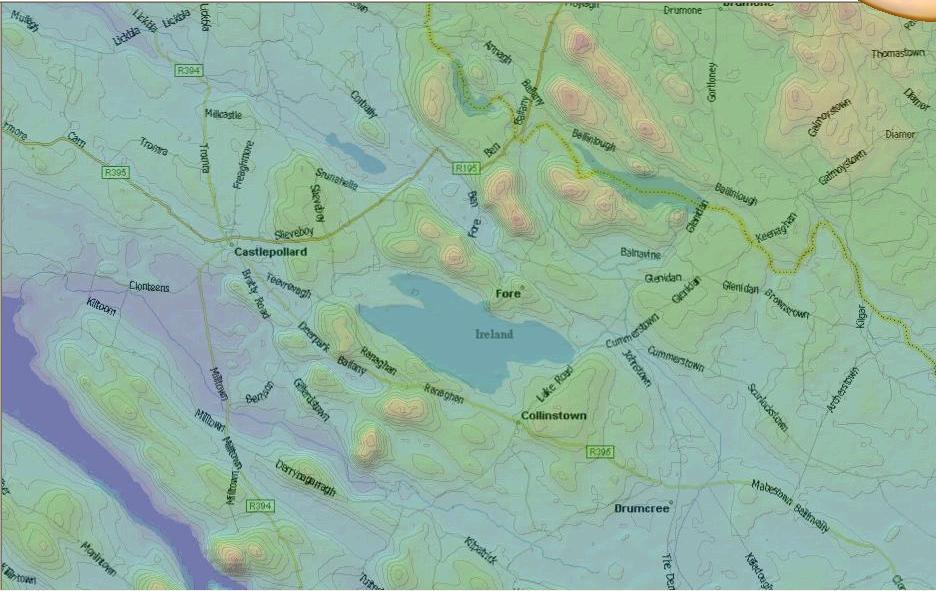
Lough Lene
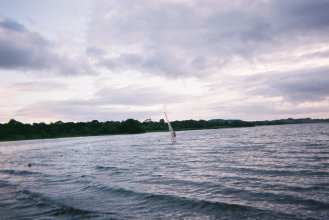
Wind-surfing sur le lac Lene
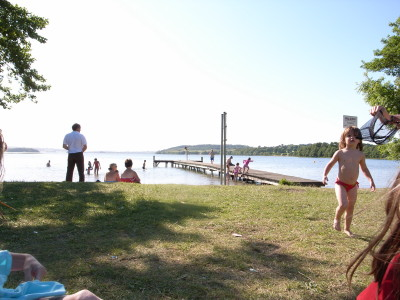
Lough Lene

- Wikimedia Commons har media som rör Collinstown.